# Pycnonotus aurigaster
Pycnonotus aurigaster é uma espécie de ave da família Pycnonotidae.
Pode ser encontrada nos seguintes países: Camboja, China, Hong Kong, Indonésia, Laos, Myanmar, Tailândia e Vietname.
Os seus habitats naturais são: florestas subtropicais ou tropicais húmidas de baixa altitude.